# Protracheoniscus nogaicus
Protracheoniscus nogaicus is een pissebed uit de familie Trachelipodidae. De wetenschappelijke naam van de soort is voor het eerst geldig gepubliceerd in 1932 door Demianowicz.